# 穆霍爾希比里區

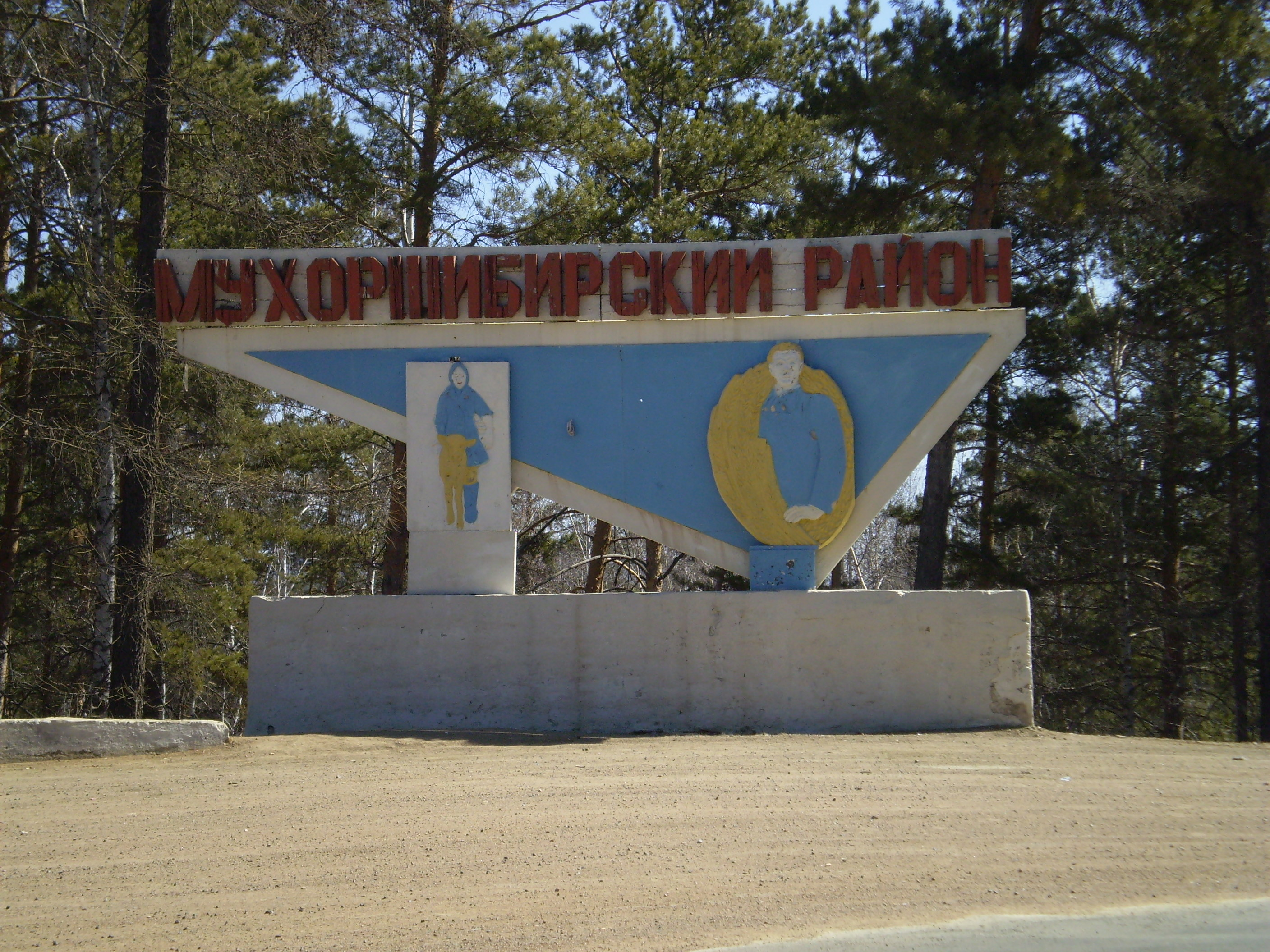

51°03′N 107°49′E / 51.050°N 107.817°E
穆霍爾希比里區（俄语：Мухоршибирский район），是俄羅斯的一個區，位於該國南部，由布里亞特共和國負責管轄，始建於1927年9月26日，面積4,539平方公里，2010年人口24,969，人口密度每平方公里5.5人。